# عبرنة

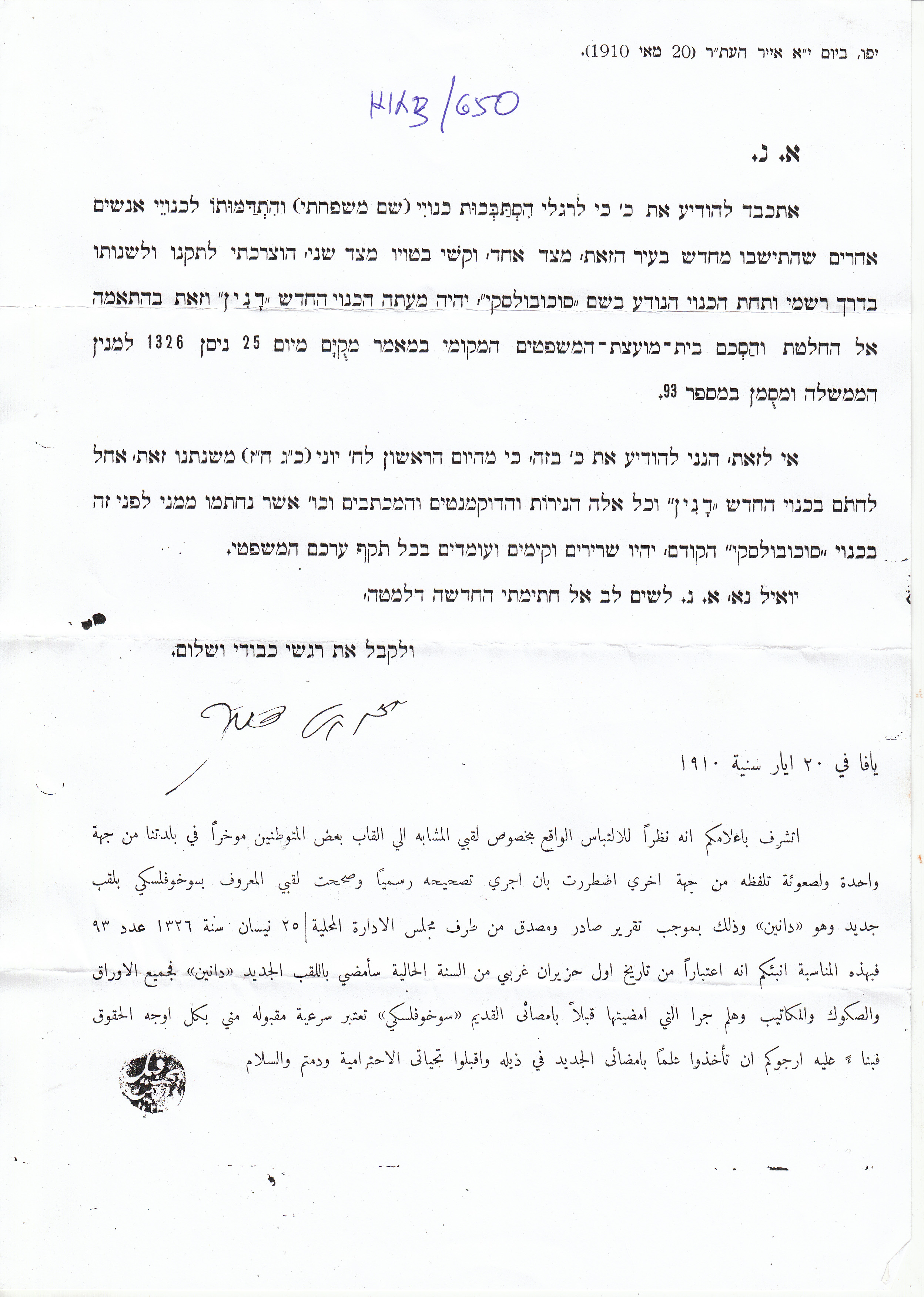
رسالة يحزقيل دانين، الناشط الصهيوني ذي الأصل البولندي، إلى السلطة العثمانية في فلسطين يطلب فيها تغيير (تعبير) لقبه من سوخوفلسكي لدانين

العبرنة (עִברוּת عِبروت بالعبرية؛ ويجوز أن يقال لها التعبير — من عَبَّرَ الشيءَ أي صيره عبريا، قياسا بالتعريب) هي إعطاء صورة عبرية لكلمة، وبخاصة تغيير اسم العلم من اسم غير عبري لاسم عبري.

## وصلات خارجية
- محمد الهواري. التعريب في اللغة العربية في ضوء تجربة العبرنة في اللغة العبرية.